# La ceremonia de fundación de la nación

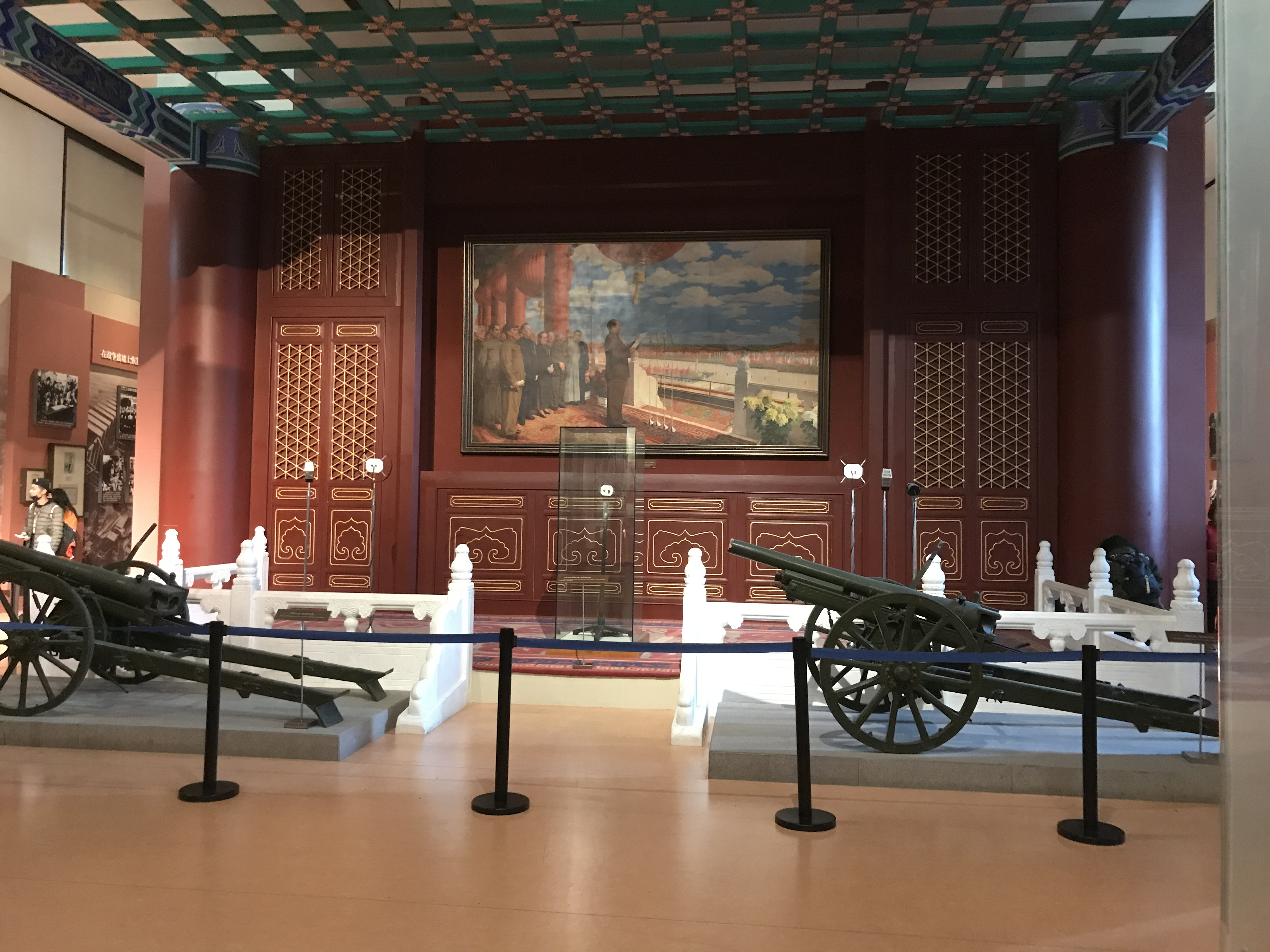
La ceremonia de fundación de la nación de Dong Xiwen junto con artefactos de la ceremonia del 1 de octubre de 1949, como micrófonos y pistolas utilizadas para disparar un saludo.

La ceremonia de fundación de la nación (chino: 开国大典, pinyin: kāiguó dàdiǎn) es una pintura al óleo de 1953 del artista chino Dong Xiwen (董希文). Representa a Mao Zedong y otros líderes comunistas inaugurando la República Popular China en la Plaza de Tiananmen el 1 de octubre de 1949. Es un ejemplo prominente del realismo socialista, y "se puede mantener que es la obra de arte oficial más celebrada de China". La pintura fue revisada en varias ocasiones, y una réplica fue hecha para acomodar cambios adicionales, a medida que individuos cayeron del poder y al final fueron rehabilitados.